# Etiopien i olympiska sommarspelen 2024
Etiopien deltog i olympiska sommarspelen 2024 i Paris från 26 juli till 11 augusti 2024. Det var 15:e sommar-OS som Etiopien deltog vid. Etiopiska idrottare har deltagit i alla olympiska sommarspel sedan 1956, förutom 1976, 1984 och 1988.
Landets idrottare deltog i två sporter och vann totalt fyra medaljer, alla i friidrott. Etiopien hamnade på 47:e plats på  medaljlistan genom att vinna ett guld och tre silver.

## Tävlande
Lista på antalet tävlande i olika sporter.
| Sport     | Herrar | Damer | Totalt |
| --------- | ------ | ----- | ------ |
| Friidrott | 16     | 17    | 33     |
| Simning   | 0      | 1     | 1      |
| Totalt    | 16     | 18    | 34     |

## Medaljörer
| Medalj | Namn           | Sport     | Gren            | Datum           |
| ------ | -------------- | --------- | --------------- | --------------- |
| Guld   | Tamirat Tola   | Friidrott | Maraton herrar  | 10 augusti 2025 |
| Silver | Berihu Aregawi | Friidrott | 10 000 m herrar | 2 augusti 2025  |
| Silver | Tsige Duguma   | Friidrott | 800 m damer     | 5 augusti 2025  |
| Silver | Tigst Assefa   | Friidrott | Maraton herrar  | 11 augusti 2025 |

## Friidrott
Etiopiska friidrottare kunde kvalificera sig till olympiska sommarspelen 2024 genom att uppnå kvalificeringsstandarder eller i kraft av sin världsranking.
Den etiopiska friidrottstruppen i OS kom på nionde plats genom att vinna ett guld och tre silver.
| Nation   | Placering | Guld | Silver | Brons | Totalt |
| Etiopien | 9         | 1    | 3      | 0     | 4      |

Noteringar

- Rank = Placering i den rundan.
- Vidare = Idrottaren behövde inte delta i den rundan.
- – = Rundan fanns inte i den grenen.
- Q = Kvalade till nästa runda via placering i löpgrenar eller genom att uppnå kvalificeringsgränsen i kastgrenar.
- q = Kvalade till nästa runda via tid i löpgrenar eller via placering utan att uppnå kvalificeringsgränsen i kastgrenar.
- R = Kvalade till återkval (eng: Repechage).
- OR = Olympiskt rekord.
- NR = Idrottaren satte nationellt rekord.
- PB = Personligt rekord.
- DNF = Slutförde inte tävlingen.

Bana och väg
| Idrottare       | Gren           | Kvalheat | Kvalheat | Återkval | Återkval | Semifinal        | Semifinal        | Final            | Final            |
| Idrottare       | Gren           | Tid      | Rank     | Tid      | Rank     | Tid              | Rank             | Tid              | Rank             |
| --------------- | -------------- | -------- | -------- | -------- | -------- | ---------------- | ---------------- | ---------------- | ---------------- |
| Abdisa Fayisa   | 1 500 m        | 3:39,67  | 14       | 3:36,82  | 10       | gick inte vidare | gick inte vidare | gick inte vidare | gick inte vidare |
| Samuel Tefera   | 1 500 m        | 3:37,34  | 6 Q      | vidare   | vidare   | 3:33,02          | 9                | gick inte vidare | gick inte vidare |
| Ermias Girma    | 1 500 m        | 3:35,21  | 1 Q      | vidare   | vidare   | 3:40,27          | 12               | gick inte vidare | gick inte vidare |
| Hagos Gebrhiwet | 5 000 m        | 14:08,18 | 2 Q      | –        | –        | –                | –                | 13:15,32         | 5                |
| Biniam Mehary   | 5 000 m        | 13:51,82 | 2 Q      | –        | –        | –                | –                | 13:15,99         | 6                |
| Addisu Yihune   | 5 000 m        | 13:52,62 | 8 Q      | –        | –        | –                | –                | 13:22,33         | 14               |
| Lamecha Girma   | 3 000 m hinder | 8:23,89  | 1 Q      | –        | –        | –                | –                | DNF              | DNF              |
| Getnet Wale     | 3 000 m hinder | 8:18,25  | 3 Q      | –        | –        | –                | –                | 8:12,33          | 9                |
| Samuel Firewu   | 3 000 m hinder | 8:11,61  | 2 Q      | –        | –        | –                | –                | 8:08,87          | 6                |
| Yomif Kejelcha  | 10 000 m       | –        | –        | –        | –        | –                | –                | 26:44,02         | 6                |
| Berihu Aregawi  | 10 000 m       | –        | –        | –        | –        | –                | –                | 26:43,44         | 2                |
| Selemon Barega  | 10 000 m       | –        | –        | –        | –        | –                | –                | 26:44,48         | 7                |
| Kenenisa Bekele | Maraton        | –        | –        | –        | –        | –                | –                | 2:12:24          | 39               |
| Tamirat Tola    | Maraton        | –        | –        | –        | –        | –                | –                | 2:06:26          | OR               |
| Deresa Geleta   | Maraton        | –        | –        | –        | –        | –                | –                | 2:07:31          | 5                |
| Misgana Wakuma  | 20 km gång     | –        | –        | –        | –        | –                | –                | 1:19:31          | 6                |

| Idrottare          | Gren           | Kvalheat   | Kvalheat | Återkval | Återkval | Semifinal        | Semifinal        | Final            | Final            |
| Idrottare          | Gren           | Tid        | Rank     | Tid      | Rank     | Tid              | Rank             | Tid              | Rank             |
| ------------------ | -------------- | ---------- | -------- | -------- | -------- | ---------------- | ---------------- | ---------------- | ---------------- |
| Worknesh Mesele    | 800 m          | 1:58,07 PB | 1 Q      | vidare   | vidare   | 1:58,06          | 2 Q              | 1:58,28          | 6                |
| Habitam Alemu      | 800 m          | 2:02,19    | 7        | 2:02,73  | 6        | gick inte vidare | gick inte vidare | gick inte vidare | gick inte vidare |
| Tsige Duguma       | 800 m          | 1:57,90    | 1 Q      | vidare   | vidare   | 1:57,47          | 1 Q              | 1:57,15          | 2                |
| Gudaf Tsegay       | 1 500 m        | 3:58,84    | 1 Q      | vidare   | vidare   | 3:56,41          | 4 Q              | 4:01,27          | 12               |
| Diribe Welteji     | 1 500 m        | 3:59,73    | 1 Q      | vidare   | vidare   | 3:55,10          | 1 Q              | 3:52,75 PB       | 4                |
| Birke Haylom       | 1 500 m        | 4:07,15    | 13 R     | 4:01,47  | 1 Q      | 4:03,11          | 10               | gick inte vidare | gick inte vidare |
| Gudaf Tsegay       | 5 000 m        | 14:57,84   | 5 Q      | –        | –        | –                | –                | 14:45,21         | 9                |
| Ejgayehu Taye      | 5 000 m        | 14:57,97   | 6 Q      | –        | –        | –                | –                | 14:32,98         | 6                |
| Medina Eisa        | 5 000 m        | 15:00,82   | 2 Q      | –        | –        | –                | –                | 14:35,43         | 7                |
| Sembo Almayew      | 3 000 m hinder | 9:15,42    | 2 Q      | –        | –        | –                | –                | 9:00,83          | 5                |
| Lomi Muleta        | 3 000 m hinder | 9:10,73 PB | 5 Q      | –        | –        | –                | –                | 9:06,07          | 8                |
| Gudaf Tsegay       | 10 000 m       | –          | –        | –        | –        | –                | –                | 30:45,04         | 6                |
| Fotyen Tesfay      | 10 000 m       | –          | –        | –        | –        | –                | –                | 30:46,93         | 7                |
| Tsigie Gebreselama | 10 000 m       | –          | –        | –        | –        | –                | –                | 30:54,57         | 10               |
| Tigst Assefa       | Maraton        | –          | –        | –        | –        | –                | –                | 2:22:58          | 2                |
| Alemu Megertu      | Maraton        | –          | –        | –        | –        | –                | –                | DNF              | DNF              |
| Amane Beriso       | Maraton        | –          | –        | –        | –        | –                | –                | 2:23:57          | 5                |

## Simning
Etiopien skickade en idrottare till simning vid olympiska sommarspelen 2024.
| Idrottare           | Gren        | Försökheat | Försökheat | Semifinal        | Semifinal        | Final            | Final            |
| Idrottare           | Gren        | Tid        | Rank       | Tid              | Rank             | Tid              | Rank             |
| ------------------- | ----------- | ---------- | ---------- | ---------------- | ---------------- | ---------------- | ---------------- |
| Lina Alemayehu Selo | 50 m frisim | 31,87      | 68         | gick inte vidare | gick inte vidare | gick inte vidare | gick inte vidare |

Simmarna gick vidare till nästa runda (Q) endast via tid,
därför är positionerna (Rank) som visas totala placeringar i den rundan och inte placering i heatet.